# Karl Ernst Henrici
Karl Ernst Henrici (* 1. September 1879 in Leipzig; † 9. November 1944 in Berlin-Hermsdorf) war ein deutscher Kunst- und Buchhändler sowie Inhaber des gleichnamigen Kunstauktionshauses in Berlin.

## Leben
Der Sohn eines Arztes besuchte von Ostern 1890 bis Ostern 1894 das Königliche Gymnasium seiner Vaterstadt und wechselte dann an die Fürstenschule Grimma. Anschließend ließ er sich in Leipzig bei der Sortiments- und Antiquariatsbuchhandlung Bernhard Liebisch zum Buchhändler ausbilden. Weitere Stationen seiner Lehrjahre waren Brüssel, London, Oxford und München. Bei Otto Haas, dem damaligen Inhaber des Berliner Antiquariats Leo Liepmannssohn erlernte er den Autographenhandel, den er schließlich meisterlich beherrschte.
1908 machte sich Henrici mit der Übernahme des Spittaschen Porträtlagers und der Autographenbestände von Otto August Schulz (1803–1860) in Berlin selbständig und gab neben den führenden Auktionshäusern Liepmannssohn, Stargardt und Boerner eine Reihe vorzüglicher Auktionskataloge heraus. In der Inflationszeit nach dem Ersten Weltkrieg gelangen ihm die größten Erfolge. Wie kein anderer verstand er es, Sammler und Erben zur Herausgabe ihres Besitzes zu bewegen und finanzkräftige Käuferschichten dafür zu interessieren. In ganz Deutschland hatte Henrici ein Netz von Freunden und Agenten, so dass sich sein Unternehmen zum führenden Auktionshaus für Kunst und Autographen entwickelte und mit der Verwertung fast aller bedeutenden Sammlungen betraut wurde.
Von 1916 bis 1929 führte das Kunst- und Auktionshaus Henrici 130 Versteigerungen durch, darunter so berühmte Auktionen wie den Autographennachlass Achim und Bettina von Arnims und die Musiksammlung des Kölner Kommerzienrats Wilhelm Heyer.
Fehlspekulationen und die Weltwirtschaftskrise führten jedoch dazu, dass das weltweit bekannte Unternehmen Insolvenz anmelden musste.
Karl Ernst Henrici betätigte sich nach dem Zusammenbruch seiner Firma auftragsweise als Agent und Aufkäufer von Kunst und Autographen. Unter dem Namen seiner Frau gab er vereinzelt kleinere Autographenkataloge heraus und konnte kurz vor seinem Tode nochmals Erfolge im Handel mit wertvollen Gemälden verzeichnen.
Es war still um ihn geworden, und sein lange Zeit so oft gehörter und gelesener Name drang kaum noch in die Öffentlichkeit. Er selbst jedoch blieb unverändert in seiner Beschwingstheit und seinem Humor, in seinem durch kein häusliches oder geschäftliches Unglück zu brechenden Optimismus und in seinem Auftreten als Grandseigneur.

## Auktionskataloge der Firma Karl Ernst Henrici (Auswahl)
- Nr. 1: Autographen, Ansichten, Porträts und Original-Silhouetten. Speziell: Goethe-Schiller und ihr Kreis; Musiker-Autographen, darunter: Bach, Gluck, Haydn etc., Berlin 1910.
- Nr. 3: Künstler-Porträts berühmter Maler, Zeichner, Kupferstecher, Radierer, Lithographen, Bildhauer, Architekten, Kunstschriftsteller, Kunstsammler, Archäologen, Juweliere, Steinschneider usw., Berlin 1910.
- Nr. 4: Weimars Musenhof. Autographen bedeutender Personen des Weimarer Kreises, sowie hervorragender Zeitgenossen, die persönliche oder literarische Beziehungen zu Goethe und Schiller unterhielten, Berlin 1910.
- Nr. 6: Ansichten / Silhouetten, Handzeichnungen, Miniaturen=Manuskripte und Bücher etc., Berlin 1911
- Nr. 21: Autographen und Flugschriften aus der Zeit des dreißigjährigen Krieges. Wallenstein. Aus dem Nachlaß des verstorbenen Wallensteinforschers Hofrat Dr. Hallwich in Wien, Berlin 1914.
- Nr. 27: Städteansichten. historische Szenen. Schlachtenbilder. Volks- und Heerestrachten. Tassen. Berlin. Alt-Weimar. (Goethe und sein Kreis.). Berlin, 1915.
- Nr. 37: Goethe und seine Zeit. Bildnisse, Ansichten, Handschriften, Reliquien, Handzeichnungen und Bücher aus der Goethezeit. Berlin 1917.
- Nr. 52: Berliner Ansichten. Arbeiten Berliner Künstler: Theodor Hosemann, Franz Krüger, Adolf Menzel, Gottfried Schadow u. a.; Berliner Eisen, Berlin 1919.
- Nr. 56: Versteigerung von Kupferstichen des 18. Jahrhunderts, nebst Anhang: Einige Originalbildnisse von Anton Graff u. a., Berlin 1919.
- Nr. 61: Das radierte Werk von Daniel Chodowiecki. Vollständig und fast durchweg in frühen Zuständen, Aetzdrucken oder Probedrucken. Circa 100 Originalzeichnungen, Oelbilder, Pastellen etc. des Künstlers - Eigenhändige Briefe, Berlin 1920.
- Nr. 68: Frühe französische Farbstiche, ehemals in fürstlichem Besitz, Berlin 1921.
- Nr. 70: Autographen aus dem Nachlasse von Moritz Carriere 1895: Goethe und sein Weimarer Kreis, Berlin 1921.
- Nr. 73: Autographen-Sammlung Kilian von Steiner nebst einem Goethe-Bildnis. Aus dem Nachlasse von Goethes Verleger Cotta, Berlin 1921.
- Nr. 78: Bildnisse aus vergangenen Zeiten. Goethe und seine Zeit im Bild. Berlin 1922.
- Nr. 87: Goethe und seine Zeit im Bild: Stammbücher, Schweizer Ansichten, Kupferstiche des 18. Jahrhunderts, Berlin 1924.
- Nr. 90: Von Luther bis Goethe. Autographen deutscher Dichter und Gelehrter aus dem Nachlaß von Cornelius Meyer, Berlin 1924.
- Nr. 91: Autographen aus Literatur, Wissenschaft und Kunst: Nachlaß Cornelius Meyer, Teil 2; Sammlung J. von Reichel Teil 1 u. a. m., Berlin 1924.
- Nr. 92: Goethe und seine Zeitgenossen. Bildnisse, Originalarbeiten Goethes, Medaillen, Tassen, Erinnerungsstücke etc.; Originalbildnisse, Sport- und Jagdbilder in Originalmalerei, Bilder und Erinnerungen an das preußische Königshaus, Berlin 1924.
- Nr. 93: Historische Autographen aus dem Nachlaß von Cornelius Meyer und anderem Berliner Privatbesitz, dabei eine Sammlung von Briefen von und an Wilhelm von Humboldt aus dessen Nachlaß, Berlin 1924.
- Nr. 95: Hohenzollern-Autographen aus dem Nachlaß von Cornelius Meyer, Berlin 1924.
- Nr. 98: Originalbildnisse, Bildnis-Miniaturen, Kupferstiche, Handzeichnungen, Silber, Bildnisse Friedrichs des Großen und Erinnerungsstücke, Berlin 1924.
- Georg Kinsky: Versteigerung von Musiker-Autographen aus dem Nachlaß des Herrn Kommerzienrates Wilhelm Heyer in Köln im Geschäftslokal der Firma Karl Ernst Henrici, Berlin, Montag, den 6. und Dienstag, den 7. Dezember 1926 ... durch Karl Ernst Henrici & Leo Liepmannssohn, Antiquariat, Berlin, Berlin 1926.
- Georg Kinsky: Versteigerung von Musikerbildnissen sowie Darstellungen mit Musikinstrumenten aus dem Nachlaß des Herrn Kommerzienrates Wilhelm Heyer in Köln durch Karl Ernst Henrici & Leo Liepmannssohn, Antiquariat, Berlin, Berlin 1927.
- Nr. 105: Bücher, Stammbücher, Originalbildnisse darunter eine Lenbach-Sammlung; Bildnis-Miniaturen, Dekorative Kunstblätter des 18. Jahrhunderts; eine Sammlung wertvoller alter Porzellane, Berlin 1925.
- Nr. 116: Kupferstiche und Städteansichten. Handzeichnungen und Gemälde zumeist aus einem herzoglichen Schlosse sowie aus sächsischem Privatbesitz, Berlin 1927.
- Nr. 122: Musiker-Autographen: Sammlung Josef Liebeskind, Berlin 1927.
- Georg Kinsky: Versteigerung von Musiker-Autographen aus dem Nachlaß des Herrn Kommerzienrates Wilhelm Heyer in Köln. Teil 2: Versteigerung von Musikbüchern, praktischer Musik und Musiker-Autographen des 16. bis 18. Jahrhunderts aus dem Nachlaß des Herrn Kommerzienrates Wilhelm Heyer in Köln durch Karl Ernst Henrici & Leo Liepmannssohn, Antiquariat, Berlin, Berlin 1928.
- Nr. 128: Künstlerischer Nachlaß der Gebrüder Henschel: u. a. Ludwig Richter-Sammlung, Goethe-Sammlung, Berlin 1928.
- Nr. 134: Autographen aus den Gebieten der Literatur und Wissenschaft sowie der Musik aus dem Nachlaß des Emil Landau, Berlin 1928.
- Nr. 140: Briefe, Gedichte und Handzeichnungen Johann Wolfgang von Goethes, sowie eigenhändige Briefe des Herzogs Karl August, gerichtet an eine vornehme Dame, Berlin 1928.
- Nr. 142: Ludwig van Beethoven: Manuskripte, Briefe, Urkunden, Berlin 1928.
- Nr. 148: Bettine von Arnim: Literarisches und Politisches aus ihrem handschriftlichen Nachlass, darunter Goethes Briefwechsel mit einem Kinde, Berlin 1929.
- Nr. 149: Arnim und Brentano: Des Knaben Wunderhorn; Handschriftliches aus dem Nachlaß der Bettine v. Arnim, Berlin 1929.
- Nr. 154: Autographen aus Literatur und Wissenschaft: Sammlung Hugo Borst, Stuttgart, Berlin 1929.
- Nr. 155: I.: Autographen aus verschiedenen Gebieten aus verschiedenem Besitz; II.: Handschriftlicher Nachlaß der Bettine von Arnim, dritter und letzter Teil, Berlin 1929.
- Nr. 156: August Heinrich Hoffmann von Fallersleben: Handschriftliches, Bücher, Schriften, Gelegenheitsdrucke aus seinem Nachlaß, Berlin 1929.
- Nr. 157: Eine Goethesammlung. Bilder und Erinnerungsstücke, Handschriftliches von Goethe und aus seinem Kreise, Goethe und Pauline Gotter, Berlin 1929.